# Heliconius rhea
Heliconius rhea är en fjärilsart som beskrevs av Pieter Cramer 1775. Heliconius rhea ingår i släktet Heliconius och familjen praktfjärilar. Inga underarter finns listade i Catalogue of Life.